# WeLink
WeLink是华为云于2019年12月发布的一款智能工作平台，支持Windows、IOS、安卓等多种操作系统，主要功能包括即时通讯、云盘、邮箱等。